# مايك جوي
مايك جوي (بالإنجليزية: Mike Joy)‏ هو معلق رياضي أمريكي، ولد في 25 نوفمبر 1949 في شيكاغو في الولايات المتحدة.